# مسرشميت بي إف 162
كانت طائرة مسرشميت بي إف 162 (بالألمانية: Messerschmitt Bf 162) قاذفة خفيفة صُممت في ألمانيا قبل الحرب العالمية الثانية، وحلقت فقط في شكل نماذج أولية.

## التصميم والتطوير
صُممت بي إف 162 استجابة لمتطلبات وزارة طيران الرايخ لعام 1935 من مفهوم طائرة شنيل بومبر ("قاذفة سريعة") للاستخدام التكتيكي. كان تصميم مسرشميت مبنيًا عى بي إف 110 معدلًا مع أنف زجاجي لاستيعاب رامي القنابل. في عام 1937، حلقت نماذج أولية مع التصميمات المنافسة، يونكرز يو 88 وهاينكل إتش إس 111، وكلاهما طائرتان جديدتان تمامًا.
تقرر في النهاية اختيار يونكرز يو 88 للإنتاج، وانتهى تطوير بي اف 162. كتكتيك للتضليل، نُشرت صور بي اف 162 على نطاق واسع في الصحافة الألمانية، مع تعليق على أنها "مسرشميت يغور"، وهو اسم لم يستخدم أبدًا خارج هذا السياق.[بحاجة لمصدر]
أعيد استخدام رقم هيكل الطائرة الرسمي لهذه الطائرة 8-162 لاحقا إلى مقاتلة هاينكل هي 162.

## المواصفات (بي اف 162)

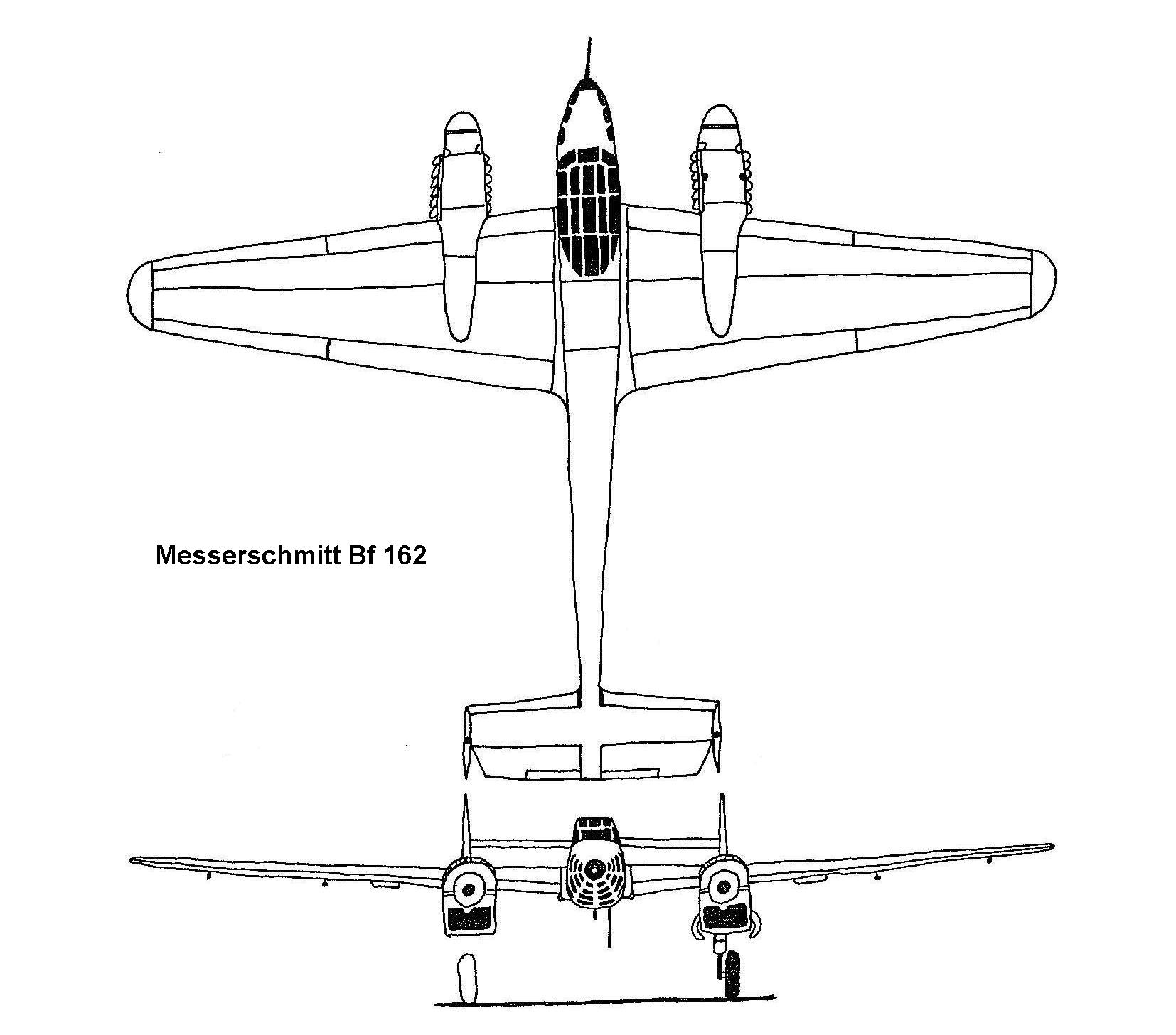
3-منظر للطائرة Bf 162

البيانات من Warplanes of the Third Reich 
الخصائص العامة
- طاقم: 3 (pilot, gunner, and bombardier/navigator)
- طول: 12.75 م (41 قدم 10 بوصة)
- باع الجناح: 17.16 م (56 قدم 4 بوصة)
- ارتفاع: 3.58 م (11 قدم 9 بوصة)
- جناح حامل: root: NACA 2R1 18.5؛ tip: NACA 2R1 11[2]
- الوزن فارغة: 5,810 كـغ (12,809 رطل)
- محركات: 2 × Daimler-Benz DB 600Aa V-12 inverted liquid-cooled piston engines, 736 كـو (987 حصان) الواحد
- مراوح: 3-ريشة variable-pitch propellers

أداء
- السرعة القصوى: 480 كم/س (298 ميل/س؛ 259 عقدة) at 3,400 م (11,200 قدم)
- سرعة العبور: 425 كم/س (264 ميل/س؛ 229 عقدة) at 3,400 م (11,200 قدم)
- مدى: 782 كـم (486 ميل؛ 422 nmi)
- معدل الصعود: 9 م/ث (1,800 قدم/د)

تسليح

- مدفع رشاش: 1× 7.92 mm MG 15 machine gun in dorsal position
- القنابل: 10× 50 kg (110 lb) bombs internally and 2× 250 kg (550 lb) bombs externally (overload)

## روابط خارجية
- الطيران الألماني 1919 - 1945 نسخة محفوظة 2017-09-12 على موقع واي باك مشين.